# My Lady's Lips
Pour plus de détails, voir Fiche technique et Distribution.
My Lady's Lips est un film américain réalisé par James P. Hogan, sorti en 1925.

## Synopsis
Le magnat de la presse Forbes Lombard découvre que sa fille Lola est mêlée à une bande de joueurs. Le journaliste Scott Seddon se fait passer pour un criminel et se met sous couverture pour infiltrer lur bande et obtenir un scoop. Il tombe amoureux du chef du gang, l'escroc Dora Blake. Les deux sont capturés lors d'une descente de police et sous un interrogatoire extrême sont forcés de signer des aveux. Lorsque Scott est libéré de prison, il retrouve Dora et découvre qu'elle est revenue à ses anciennes habitudes. Après avoir juré son amour, les deux se marient et commencent une nouvelle vie.

## Fiche technique
- Titre : My Lady's Lips
- Réalisation : James P. Hogan
- Scénario : John F. Goodrich
- Photographie : Allen G. Siegler
- Pays d'origine : États-Unis
- Format : Noir et blanc - 1,33:1 - Film muet
- Genre : drame
- Date de sortie : 1925

## Distribution
- Alyce Mills : Dora Blake
- William Powell : Scott Seldon
- Clara Bow : Lola Lombard
- Frank Keenan : Forbes Lombard
- Ford Sterling : Smike
- John St. Polis : Inspecteur
- Gertrude Short : l'escroc
- Matthew Betz : Eddie Gault
- Sōjin Kamiyama